# Loma Bonita (Chiapas)
 Loma Bonita es una localidad del estado mexicano de Chiapas. Es parte del municipio de Catazajá.

## Demografía
| Gráfica de evolución demográfica |
|                                  |

| Censo | Población |
| ----- | --------- |
| 1900  | 198       |
| 1910  | 183       |
| 1921  | 230       |
| 1930  | 191       |
| 1940  | 284       |
| 1950  | 468       |
| 1960  | 744       |
| 1970  | 981       |
| 1980  | 863       |
| 1990  | 1 050     |
| 2000  | 973       |
| 2010  | 1 071     |
| 2020  | 1 039     |